# Lennart Frick (militär)
Wilhelm Lennart Ivarsson Frick, född den 29 augusti 1933 i Skellefteå stadsförsamling i Västerbottens län, död den 19 mars 2017 i Jakobsbergs distrikt i Stockholms län, var en svensk militär.
Frick tog officersexamen vid Kungliga Krigsskolan 1958, blev fänrik vid Norrbottens regemente samma år och befordrades till kapten 1966. Han tjänstgjorde vid Generalstabskåren och Arméstaben 1971–1973, befordrad till major 1972. Därefter var han lärare vid Militärhögskolan 1973–1975, befordrad till överstelöjtnant 1974. Åren 1975–1979 var han avdelningschef vid Arméstaben och 1979–1980 bataljonschef vid Hälsinge regemente. År 1980 befordrades han till överste och var ställföreträdande chef för Värmlands regemente 1980–1981. Han studerade vid US Army War College 1982. År 1983 befordrades han till överste av första graden och var sektionschef vid Op 1 i Försvarsstaben 1983–1989, med avbrott för tjänstgöring som chef för svenska delegationen i Neutrala nationernas övervakningskommission i Korea 1986–1987. Han var chef för Underrättelse- och säkerhetsledningen vid Försvarsstaben 1989–1993.
Lennart Frick invaldes 1983 som ledamot av Kungliga Krigsvetenskapsakademien.
Frick är begravd på Görvälns griftegård.